# Jean Louis de Nogaret de La Valette
Jean Louis de Nogaret de La Valette (Cazaux-Savès, maggio 1554 – Loches, 13 gennaio 1642), signore de La Valetta e di Caumont, creato duca di Épernon, fu un militare e potente membro della nobiltà francese al volgere del XVI secolo.
Divenne uno dei favoriti, o mignon, del re Enrico III di Valois, tanto da meritarsi l'appellativo di le demi-roi ("il mezzo-re"). In queste vesti fu profondamente coinvolto in trame politiche e complotti per tutta la vita, che si svolse sempre da protagonista durante il regno di tre sovrani diversi, Enrico III, Enrico IV e Luigi XIII.
Estremamente ambizioso, dimostrò l'apertura mentale di un valente uomo di Stato ma, particolarmente orgoglioso, aveva l'arte di crearsi inimicizie potenti e profonde. In quel periodo storico estremamente difficile a causa delle guerre di religione, rimase profondamente cattolico e fedele nelle sue alleanze. Tuttavia, tutte le sue azioni furono sempre volte a coltivare i migliori interessi per sé stesso e il suo clan.
Il suo ruolo durante il periodo rinascimentale francese fu ambiguo. Tra il 1584 e il 1589 fu il campione di Enrico III contro la lega cattolica sostenuta dagli spagnoli. Venti anni più tardi avrebbe giocato un ruolo chiave nella presa di potere da parte dei cattolici vicini alla Spagna, che avrebbe ritardato di venticinque anni l'atteso scontro tra le case di Francia e Austria.
Certamente questa figura, guidata da una mentalità aristocratica tradizionale, fu una di quelle che ispirò le riflessioni del cardinale Richelieu per l'affermazione di uno Stato imparziale sia nei confronti delle persone comuni che di enti organizzati.

## Biografia

### L'ascesa di un cadetto di Guascogna
Jean Louis de Nogaret de La Valette nacque a Cazaux-Savès, in Guascogna, da Jean de Nogaret de La Valette, signore del castello di Caumont, e da Jeanne de Saint-Lary de Bellegarde. Il padre e il nonno, Pierre de Nogaret, signori de La Valette, avevano combattuto nelle guerre d'Italia, fu quindi naturale per il giovane Jean Louis intraprendere la carriera militare. Cadetto di Guascogna, prese presto parte alle battaglie delle guerre di religione: combatté a Mauvezin nel 1570, dove salvò la vita al padre, poi partecipò all'infruttuoso assedio di La Rochelle del 1573 e a quelli invece vittoriosi di La Charité-sur-Loire, di Brouage e Issoire nel 1577.
Fu proprio in occasione dell'assedio di La Rochelle che ebbe il primo incontro con l'allora duca d'Angiò e futuro Enrico III re di Francia. Si avvicinò dapprima al re di Navarra unendosi alla sua corte nel 1576, entrando poi nella ristretta cerchia dei favoriti di Enrico III (les mignons) solo nel dicembre 1578. Presto divenne, assieme al duca di Joyeuse, uno stretto collaboratore del re. Seducente e carismatico, seppe sfruttare l'affetto del monarca che, secondo lo storico coevo de Thou, lo amava follemente. Intraprendente ed energico, godeva certamente di un vigore fisico molto maggiore del suo signore e ne divenne l'indispensabile braccio destro.
Approfittando della sua influenza sul regnante, ottenne dapprima la nomina a maestro di campo del Régiment de Champagne nel 1579, quindi quella a governatore di La Fère dopo che la città fu strappata alle truppe di Condé a seguito dell'assedio del 1580 (durante il quale ricevette una ferita da archibugio al volto), poi il grado di colonnello generale delle bandes françaises (grado che divenne per lui un grande ufficio della corona). Nel 1581 re Enrico gli vendette la città di Épernon, elevandola allo stesso tempo al rango di ducato, facendone così il primo duca d'Épernon. Sempre nello stesso anno otteneva l'elevazione a pari di Francia e la carica di consigliere di Stato, poi quella di primo gentiluomo della Camera del re nel 1582, di cavaliere dell'Ordine dello Spirito Santo, e di governatore di Boulonnais e Loches, di Metz e dei Pays Messin (oggi arrondissement di Metz), della cittadella di Lione nel 1583 e ancora di cavaliere dell'Ordine del re nel 1584 e di governatore della Provenza nel 1586. Nel 1587, alla morte del duca di Joyeuse, suo unico vero rivale per le grazie del re, divenne grande ammiraglio di Francia, governatore della Normandia, di Caen e Le Havre de Grâce (l'odierna Le Havre).
Nell'agosto 1587 prese in moglie Margherita di Foix-Candale, figlia di Enrico di Foix e nipote di Carlo di Montmorency-Damville che si opponevano alla Lega. Seguendo una pratica comune tra la nobiltà, Enrico, erede di un ducato della parìa di Guascogna, accettava di concedere in sposa la propria figlia maggiore a un uomo di condizione sociale minore rispetto alla propria, per riprendere e perpetuare il nome e i titoli della propria madre. Margherita era l'erede del Captal de Buch che passò così ai Duchi di Épernon.
Dopo la giornata delle barricate del 12 maggio 1588 a Parigi, dove il popolo si sollevò contro Enrico III, si dimise dalla carica di governatore della Normandia e da quella di ammiraglio di Francia. Quest'ultima venne trasferita al fratello, Bernard de Nogaret. Dopo l'editto di Unione, il re lo esautorò dalla sua carica di governatore della Provenza che andò al fratello Bernard, lasciandogli il governatorato di Angoumois e Saintonge dove trovò rifugio fino al 1589. Il duca ritornò governatore della Provenza e ammiraglio del Levante (incarico legato a quello di governatore della Provenza), dopo la morte del duca di Guisa, all'inizio del 1589.

### Un uomo di Stato cattolico contro la Lega cattolica

Armoriale di Jean Louis de Nogaret de La Valette, duca di Épernon.

Al momento della nascita della Lega, si pose da tramite fra Enrico III e il re di Navarra, governatore della Guienna, regione alla quale si era sempre sentito vicino. Alla morte del fratello minore di Enrico III nel 1584, per evitare una guerra di successione, cercò di convincere il protestante Enrico di Navarra a rientrare nel cattolicesimo, ma invano. La sua opposizione alla Lega, d'altro canto, lo fece detestare da gran parte della popolazione e scatenò una vasta campagna di propaganda contro di lui, fino al tentativo di assassinarlo.
Per contrastare la Lega, iniziò a riunire i cattolici moderati e i protestanti in tutte le regioni della Francia sotto il controllo del re. Contando di lottare contro la Lega basandosi sul sostegno delle province meridionali, prese il controllo della Provenza e della Saintonge. A seguito del recente matrimonio, era alleato al duca di Montmorency, governatore della Linguadoca, mentre i protestanti erano saldamente stabiliti dalla Guienna al Delfinato. Inoltre, era in possesso di diversi punti strategici di accesso al nord della Francia: Boulogne, Loches sulla Loira e Metz, nodo di comunicazione per la Germania.
In occasione della spedizione navale spagnola del 1588 contro l'Inghilterra, contribuì alle difficoltà dell'Invincibile Armata assicurandosi che questa non potesse utilizzare il porto di Boulogne.
Poco tempo dopo la giornata delle barricate del 1588, dovette lasciare il campo, sacrificato da Enrico III alle esigenze degli appartenenti alla Lega, nell'estate del 1588. Ritiratosi nel suo governatorato d'Aunis e Saintonge, scrisse al re alcune lettere molto remissive, pur evidenziando come egli rappresentasse una forza militare e politica. Egli fu richiamato nella primavera del 1589.
Prima della violenta morte di Enrico III, e su richiesta di questi nel 1589, cercò di trovare un accordo con Enrico di Navarra. Ma ritenendo in seguito il futuro Enrico IV responsabile del destino di Enrico III, ritirò immediatamente le sue truppe dall'assedio di Parigi, che il nuovo re di Francia dovette abbandonare a causa di questa e altre defezioni.
Questo gesto non fu dimenticato da Enrico IV che, una volta caduta Parigi nel 1594 e acquistata la fedeltà di Carlo di Guisa alla sua causa, ottenne la liberazione della Champagne che questi occupava, nominandolo governatore della Provenza e ammiraglio del Levante. Il duca si ritrovò quindi estremamente mal ricompensato per gli sforzi che aveva compiuto fino ad allora per mantenere la Provenza alla corona di Francia. Enrico gli offrì la carica di governatore del Poitou, che il duca rifiutò. Approfittando delle difficoltà del re, lasciò la sua fazione e si avvicinò per un certo periodo di tempo al Conte di Carcès, nominato governatore della Provenza dal duca di Mayenne, e dalla Sainte-Union, ma spodestato nel 1596 da Carlo di Guisa. Il 28 giugno 1593, con l'arresto di Jean Le Maistre, presidente dal 1591 al 1594, il Parlamento di Parigi riconobbe Enrico di Navarra come legittimo erede alla corona. La conversione al cattolicesimo di Enrico IV il 25 luglio, la sua incoronazione il 27 febbraio 1594 e il cambio di regime che ne seguì, con il riconoscimento del Parlamento di Aix, costrinsero il duca a sottomettersi nel maggio 1596. Dopo un accordo finanziario, lasciò la Provenza e andò a Parigi, dove fu ricevuto dal re per fare atto formale di sottomissione.

#### Un episodio della cacciata del duca nel 1588: assediato ad Angoulême
Una clausola segreta dell'editto di Unione, siglato tra Caterina de' Medici, il cardinale di Borbone e il duca di Guisa il 15 luglio 1588, prevedeva l'emarginazione del duca. Il favorito di Enrico III avrebbe dovuto mantenere solo uno dei suoi governi. Il medico personale di Enrico III informò di questo accordo l'ex mignon il 24 luglio. Costretto a lasciare il campo, scelse di conservare il governatorato di Angoumois ed entrò ad Angoulême il 27 luglio successivo. Tre giorni dopo, il reggente del feudo di Charente, François Normand, signore di Puygrelier ricevette una lettera reale, controfirmata dal segretario di Stato Nicolas de Neufville, signore di Villeroy, con la quale gli si ordinava di non permettere che il duca entrasse nella sua città. Puygrelier inviò suo cognato, Souchet, a incontrare Enrico III e Villeroy a Chartres. A Souchet fu ordinato di arrestare l'ex mignon e condurlo a Blois. Il 10 agosto la municipalità fedele alla Lega cercò di prendere d'assalto il castello dove risiedeva il duca e alcuni dei signori suoi alleati. Il sindaco di Angoulême, Norman Puygrelier, che conduceva l'attacco, rimase ucciso durante lo scambio di colpi d'arma da fuoco.
Durante la notte seguente, John Lupiac-Moncassin, signore di Tajan, un cugino del duca che governava su Saintes, penetrò ad Angoulême. Riuscì a negoziare con le autorità municipali un'amnistia generale che portò al rilascio del duca. L'intervento del signore di Tajan fu motivato dal suo desiderio di evitare che i combattenti ugonotti, comandati dal conte Francesco IV di La Rochefoucauld e Gaspard Foucaud-Baupre, intervenissero per prendere la città. Da parte sua, il duca si convinse che l'aggressione subita ad Angoulême fosse dovuta principalmente alla sponsorizzazione del segretario di Stato Villeroy, il suo avversario principale nel partito reale.

### L'assassinio di Enrico IV: il duca di Épernon al servizio di Maria de' Medici

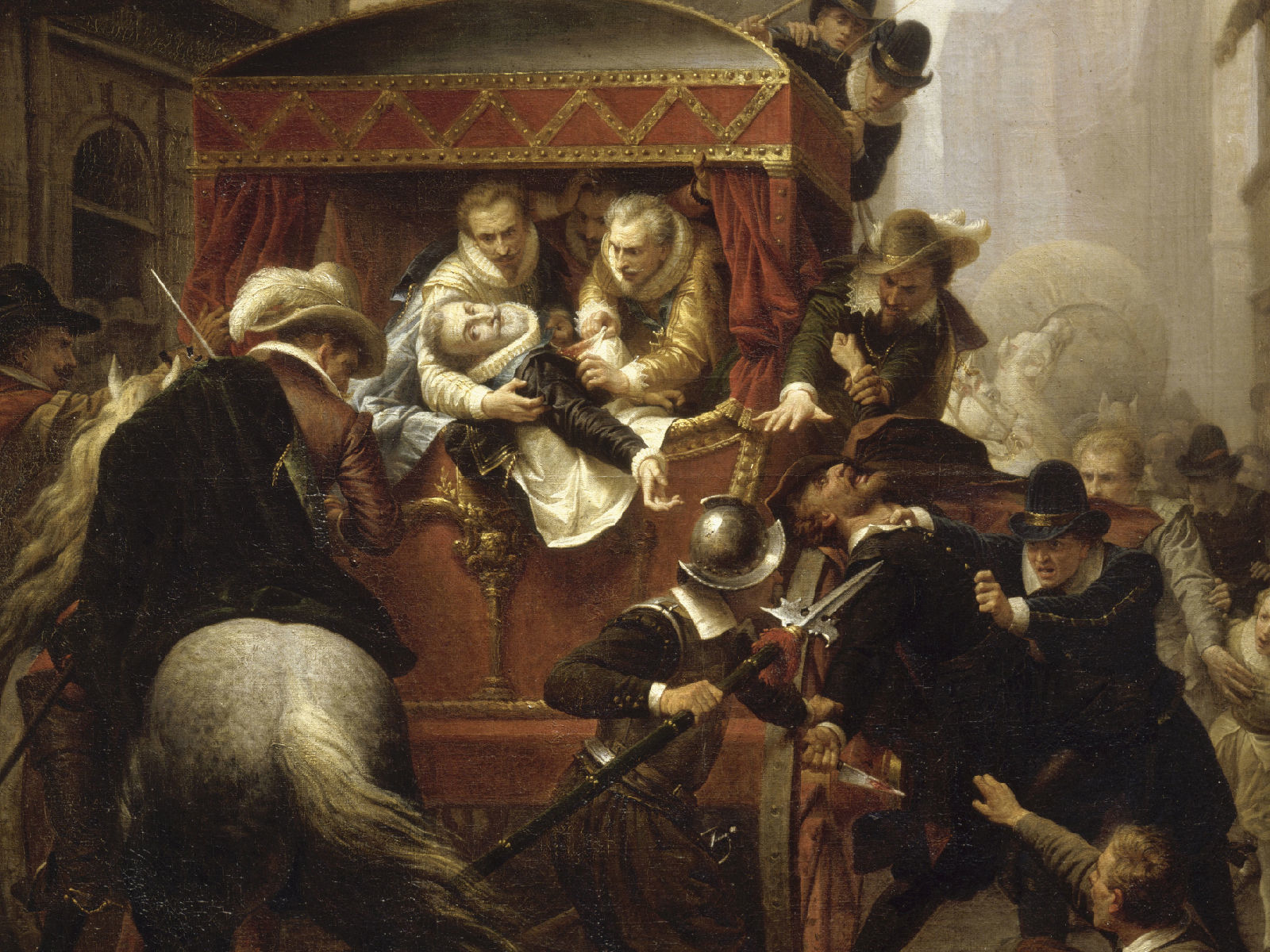
L'assassinio di Enrico IV e l'arresto di Ravaillac.

Il regno di Enrico IV fu un periodo complicato per il duca. Il nuovo sovrano non esitò a prendere decisioni in totale spregio delle prerogative del duca. Quest'ultimo fece buon viso a cattivo gioco specificando al re che pour ce qui est de l'amitié, elle ne peut s'obtenir que par l'amitié ("L'amicizia non si può ottenere che con l'amicizia"). Tenuto lontano dalla politica attiva, si dedicò alla costruzione del castello di Cadillac.
Cattolico convinto, intervenne però presso il re per permettere il ritorno dei gesuiti. Incoraggiò dunque lo stabilirsi della Compagnia di Gesù nelle città da lui amministrate. Ai gesuiti affidò l'educazione del suo terzo figlio, Louis, destinato a una carriera ecclesiastica.
Quando Enrico IV decise di sfidare l'egemonia spagnola con la forza, fu allontanato dai comandi militari.
Il 14 maggio 1610, Enrico IV fu assassinato da François Ravaillac, un fanatico cattolico e protetto del duca. L'incoronazione a regina di Francia di Maria de' Medici aveva avuto luogo il giorno prima, il che giustificò la legittima attribuzione della reggenza alla regina e la conseguente apertura delle porte del potere ai cattolici attorno a lei, politicamente vicini alla Spagna.
Il duca, che aveva chiesto di accompagnare il re nella sua carrozza insieme al duca de Montbazon, assistette all'omicidio. Come colonnello generale della fanteria, prese immediatamente il controllo della capitale e si fece garante della trasmissione di ogni potere a Maria de' Medici, in spregio alle disposizioni di Enrico IV che prevedevano un consiglio di reggenza. Il 23 giugno, procedette alla traslazione a Saint-Denis dei resti di Enrico III, il suo vecchio signore: Enrico IV aveva infatti omesso di organizzare degnamente le esequie del suo predecessore.
Divenne molto inquieto quando si scoprì che egli conosceva l'assassino. Honoré de Balzac, nel suo saggio Sur Catherine de Médicis, lo accusò di non aver "nemmeno provato a parare il colpo di Ravaillac" nonostante "conoscesse da lungo tempo quest'uomo". Ravaillac era infatti originario di Angoulême, dove era un soggetto noto ai servizi di polizia di cui il duca, governatore della città, era responsabile. In più quest'ultimo lo aveva spesso incontrato e gli aveva affidato diversi incarichi a Parigi, tra cui seguire come suo cancelliere in tribunale il corso di una causa civile e altri piccoli incarichi. Ravaillac era inoltre stato ospitato nella capitale da Charlotte du Tillet, un'amica comune del duca (di cui era probabilmente l'amante) e della marchesa di Verneuil, che era anche dama di compagnia della regina.
L'autore materiale del regicidio venne più volte torturato per essere costretto a rivelare i nomi dei suoi complici, ma affermò sempre di aver agito da solo. Quasi sicuramente non disse tutto quello che avrebbe potuto dire, ma era forte e resistette agli interrogatori. Il 27 maggio 1610, Ravaillac venne messo a morte nella Place de Grève con una versione di squartamento riservata in Francia ai delitti più gravi: gambe e braccia vennero legate a quattro cavalli, fatti poi partire in direzioni diverse. Anche poco prima che l'esecuzione avvenisse, negò davanti al confessore di avere avuto complici.
Dato il lignaggio delle persone citate, l'inchiesta sul regicidio che era appena iniziata fu sospesa. Nel frattempo, gli archivi diplomatici dei governi di Bruxelles, Madrid e Vienna, abituali contatti dei congiurati contro il re, furono ripuliti, come constaterà in seguito il diplomatico Philippe Erlanger. L'attenzione si distolse rapidamente dal duca perché fu spodestato dal politico italiano Concino Concini.
Nonostante fosse diventato un consulente onnipotente di Maria de' Medici con una generosa indennità, nella pratica perse gran parte del suo potere. La sua fedeltà verso la reggente rimase però incrollabile. Quando nell'aprile 1617 suo figlio, Luigi XIII, la esautorò e la regina fu costretta a ritirarsi nel castello di Blois, fu il duca tra i primi a prendere le armi e a guidare i suoi partigiani per farla fuggire nella notte fra il 21 e il 22 febbraio 1619, portandola a rifugiarsi nella sicura Angoulême e sostenendola fino a quando fu finalmente reintrodotta a corte.

#### I sospetti sul regicidio
Nel 1611 furono portate delle accuse contro di lui riguardo al suo presunto coinvolgimento nell'assassinio del re. L'accusatrice, mademoiselle Escoman, dama di compagnia della marchesa de Verneuil, denunciò il coinvolgimento dell'amante del duca e l'accusò di aver organizzato l'omicidio con l'aiuto del duca. Nel processo condotto da un tribunale, il cui il presidente era Achille Harlay, vennero ascoltati vari testimoni, tra cui la Verneuil ed Épernon. Il primo (e unico) arresto deciso dal giudice fu alla fine quello della Escoman, che fu posta in detenzione. Quindici giorni dopo l'arresto, Harlay si dimise dal tribunale. Il 30 luglio, il suo successore condannò la Escoman all'ergastolo per calunnia.

### Una carriera interminabile: al servizio di Luigi XIII
Nel 1621, sempre al servizio della corona, rimase ferito durante l'assedio di Saint Jean d'Angely. Nel 1622 Luigi XIII, che aveva appena perso il suo favorito Carlo d'Albert, duca di Luynes, era alla ricerca di uomini capaci su cui poter contare. Fu quindi presto nominato governatore militare della Guienna (o Aquitania), dal 1622 al 1638, e condusse la repressione delle rivolte degli ugonotti. Fatto una seconda volta duca e pari, a seguito della elevazione a ducato nel 1622 del suo feudo di Villebois, noto come ducato di La Valletta, si stabilì poi al castello di Cadillac, di cui aveva iniziato la costruzione nel 1599. Nel 1622 il suo secondo figlio ed erede Bernard aveva preso in sposa Gabrielle Angelique de France, figlia illegittima di Enrico IV e della marchesa de Verneuil.
Il cardinale de Richelieu, temendone la crescente influenza, fece in modo da rimuoverlo dalle posizioni di potere. Sebbene il suo nome restasse ancora coinvolto nella cospirazione contro il re, rimase però governatore fino al 1638. I suoi pessimi rapporti con Henri d'Escoubleau de Sourdis (fratello e successore del cardinale François d'Escoubleau de Sourdis), arcivescovo di Bourdeaux, che ne chiese perfino la sua scomunica nel 1634 dopo che durante una processione gli aveva fatto volare per aria il copricapo con un colpo di giunco, gli valsero alla fine l'esilio.
Morì in totale disgrazia a Loches il 13 gennaio 1642, all'età di 87 anni. Secondo le sue ultime volontà, il suo corpo fu imbalsamato e traslato nella Guienna. Fu sepolto nella collegiata di Saint-Blaise, di fronte al castello di Cadillac, mentre il suo cuore fu deposto nella cattedrale di Saint-Pierre d'Angoulême, dove una piccola campana avrebbe suonato tutte le mattine alle sei e fino alla rivoluzione les pleurs d'Épernon ("le lacrime di Épernon") per scandire il riposo della sua anima.
Ebbe parecchi segretari e storici tra i quali Guillaume Girard, arcidiacono di Angoulême, e Jean-Louis Guez de Balzac.